# Visual snow syndrome
Visual snow syndrome is een tamelijk onbekende en zeldzame neurologische aandoening 
met verschillende visuele en niet-visuele symptomen. Het is een syndroom omdat het een verzameling van gezamenlijk voorkomende symptomen behelst. 
Patiënten hebben continue verstoringen in het gezichtveld (soms ook met de ogen gesloten). Het meest voorkomende symptoom is een soort continue sneeuw- of televisieruis in het gehele gezichtsveld (soms ook met ogen gesloten). Tevens kan men ook andere vele visuele symptomen hebben (nabeelden, palinopsie, nyctalopie, glare, starbursts, gevoeligheid voor licht, pulserend zicht, knipperend zicht, etc.) en niet-visuele symptomen (tinnitus, duizeligheid, etc.) welke veel impact kunnen hebben op de levenskwaliteit van de patiënt.
De aandoening kent naast een brede variëteit aan klachten, ook een brede variëteit aan hevigheid van klachten. Sommige patiënten hebben de klachten heel mild en nauwelijks merkbaar en sommige hebben het zo ernstig dat ze beperkt worden in hun dagelijkse leven. Het kan voorkomen op elke leeftijd bij zowel mannen als vrouwen. 
Meestal zorgt de aandoening ervoor dat mensen visuele informatie abnormaal verwerken, waardoor het normale leven voor hen moeilijker wordt. Patiënten zien flitsende lichten, flikkerende stippen en statische elektriciteit, die hun gezichtsveld continu belemmeren. Er is geen verlichting van de klachten voor hen, zelfs niet als hun ogen dicht zijn. Wat de symptomen van het visual snow syndrome onderscheidt van andere vluchtige fenomenen, is dat ze constant zijn, niet tijdelijk, wat betekent dat ze niet vanzelf verdwijnen. De aandoening heeft ook een reeks niet-visuele symptomen.
De exacte oorzaak is nog onbekend. Onderzoek wijst echter uit dat er een waarschijnlijk verband is tussen hyperactiviteit in de visuele schors van de hersenen en de oorsprong van dit syndroom. Bovendien is het een neurologische (hersengerelateerde) aandoening, niet oogheelkundig. Het betreft een hersenverwerkingsprobleem dat het gezichtsvermogen van een persoon beïnvloedt, maar het staat los van de structurele integriteit van de ogen.

## Oorzaak
Hoewel er nog onvoldoende bekend is over de ontstaanswijze, wordt er gedacht dat de persisterende visuele verschijnselen veroorzaakt worden door "constant weerkaatsende CSD's, mogelijk gecombineerd met een steady-state-hyperexciteerbaarheid van de visuele schors. Naarmate de visuele verschijnselen langer bestaan, zouden mogelijk door structurele reorganisatie van bepaalde hersengebieden de verschijnselen permanent kunnen worden, wat het persisteren van de klachten zou verklaren. Een ander onderzoek geeft aan dat het mogelijk toe te schrijven is aan een verhoogde prikkelbaarheid van hersencellen in de rechter gyrus lingualis en de linker lobus anterior cerebelli. Bovendien is stress geen oorzaak van deze neurologische aandoening. Echter kampen patiënten wel met angst, maar dat is een gevolg van deze aandoening. In augustus 2020 is in een onderzoek door neurologen aangetoond dat Visual Snow Syndroom patiënten subtiele, significante neuro-anatomische verschillen hebben in de belangrijkste visuele en laterale cerebellaire gebieden, die de pathofysiologische basis van de aandoening deels kunnen verklaren. In hetzelfde jaar werd ook in een ander onderzoek door neurologen aangetoond dat er bij Visual Snow Syndrome patiënten sprake is van hypermetabolisme en corticale volumetoename in de (visuele) area extrastriata op de kruising van de rechter gyrus lingualis en gyrus fusiformis. Er was hypometabolisme in de rechter gyrus temporalis superior en de linker lobulus parietalis inferior. Patiënten hadden toename van grijzestofvolume in de temporale en limbische kwabben en afname in de gyrus temporalis superior. De overeenkomstige structurele en functionele veranderingen benadrukken de relevantie van de visuele associatieschors voor VSS. Dit geeft de klinische indruk dat de stoornis zich verder uitstrekt dan het visuele systeem.

## Misvattingen
Het zien van vlekken komt bij een redelijk aantal aandoeningen voor. Maar visual snow syndrome is géén oogheelkundige aandoening, ook al doet de naam mogelijk anders vermoeden. De verstoringen kunnen zeer vervelend tot zelfs invaliderend zijn wat tot beperkingen leidt in het dagelijkse leven. Oogheelkundig onderzoek is in de regel niet afwijkend bij deze patiënten. Ook is het anders dan 'mouches volantes', 'floaters' of 'entoptisch blauweveldverschijnsel'. Deze zijn oogheelkundig. Vaak wordt dit met visual snow syndrome verward. Ook wordt visual snow syndrome weleens verward met HPPD. Bovendien is het geen entoptisch fenomeen dat opgemerkt wordt door mensen die zich zeer bewust van hun zicht zijn. Geregeld zijn er websites die aangeven visual snow syndrome te kunnen genezen (middels bijvoorbeeld: stressreductie of acupunctuur). Dit is incorrect, onmogelijk en niet wetenschappelijk onderbouwd.

## Diagnose
De visuele klachten kunnen lijken op andere aandoeningen, daarom is het belangrijk om oogheelkundig en neurologisch onderzocht te worden op andere afwijkingen. Door neurologen wordt aangeraden om bij klachten die passen bij Visual Snow Syndrome een mogelijke onderliggende secundaire etiologie uit te sluiten.
Soms wordt het gediagnosticeerd als een persistente vorm van migraine, wat niet hetzelfde is.  In een onderzoek door neurologen in 2018 werd o.a. geconcludeerd hoe belangrijk het is dat deze ziekte wordt herkend en erkend door artsen, in het bijzonder door neurologen en oogheelkundigen. Het is belangrijk om een beter inzicht in deze ziekte te krijgen door gegevens van Visual Snow Syndrome patiënten wereldwijd te verzamelen. Een beter inzicht zal een beter en sneller diagnosebeleid tot gevolg hebben.
Visual snow syndrome kan een voorbode zijn van een ernstige hersenziekte, echter is dit zeer zeldzaam.
De Diagnostic Criteria, gemaakt door het Visual Snow Initiative en ondertekend door vooraanstaande neurologen, kunnen helpen bij de diagnose door een arts of zorgverlener. 

## Behandelingen
Er is geen vaste aanpak van visual snow syndrome. Soms worden anti-epileptica (zoals: Lamotrigine, Keppra, etc.) ingezet indien de klachten hevig zijn om zo te trachten de leef kwaliteit van de patiënt te verbeteren. 
Soms wordt beweerd dat visual snow syndrome overgaat als er 'maar niet aan gedacht wordt', of dat het overgaat door stress te reduceren. Dit is incorrect. Uiteraard kan psychische hulp wel helpen om om te gaan met deze aandoening.

## Onderzoek
Het wetenschappelijk inzicht naar visual snow syndrome neemt toe. De grootste uitdagingen voor onderzoek zijn de subjectieve waardering van de aandoening, de overeenkomsten met migraine, en het tekort aan meetbare parameters. Onderzoek richt zich op een nauwkeurigere beoordeling van de visusklachten, het vinden van objectieve elektrofysiologische aantoonbaarheid, en studies met geavanceerd functioneel neuroradiologisch beeldmateriaal.